# North Bennington
North Bennington es una villa ubicada en el condado de Bennington en el estado estadounidense de Vermont. En el año 2010 tenía una población de 1.643 habitantes y una densidad poblacional de 335,31 personas por km².

## Geografía
North Bennington se encuentra ubicado en las coordenadas 42°55′26″N 73°14′24″O / 42.92389, -73.24000.

## Demografía
Según la Oficina del Censo en 2000 los ingresos medios por hogar en la localidad eran de $40,132 y los ingresos medios por familia eran $46,818. Los hombres tenían unos ingresos medios de $26,250 frente a los $29,063 para las mujeres. La renta per cápita para la localidad era de $16,832. Alrededor del 10% de la población estaba por debajo del umbral de pobreza.